# Ángela Caamaño de Vivero
Ángela Caamaño Gómez-Cornejo (Guayaquil, 1830-1879), anomenada Ángela Caamaño de Vivero, va ser una poetessa equatoriana.

## Biografia
Va néixer a Guayaquil el 1830. Era filla de José María Caamaño Arteta i Dolores Gómez Cornejo, i germana del president de l'Equador, José María Plácido Caamaño. Va ser una dona culta i formada i va viatjar per diversos països americans i europeus.
Va conrear la poesia, de forma notable en opinió de Soledad Acosta, i va ser bona coneixedora de la llengua, tot i que molts escrits van restar inèdits en vida. Entre les seves poesies hi ha A la señora doña Marcedes Marín del Solar, A ti o Soneto, que va escriure en homenatge al seu espòs el 1878, mort recentment. També va traduir de l'anglès al castellà algunes poesies de Lord Byron.
Va morir el 15 de febrer de 1879.

## Homenatges
Té un carrer dedicat a Quito.